# Taeko Kawata
Taeko Kawata  (川田 妙子?, Kawata Taeko), nata 山田 (Yamada?) (Tokyo, 20 marzo 1965) è una doppiatrice giapponese.

## Doppiaggio

### Serie animate
- A Little Snow Fairy Sugar (Kanon)
- Bleach (Miyuki)
- D•N•Angel (Mio Hio)
- Fantasmi a scuola (Yuki)
- Gokudo the Adventurer (Lady Nano)
- Kenshin - Samurai vagabondo (Goro)
- Kyashan Sins (Niko)
- Le bizzarre avventure di JoJo: Diamond is Unbreakable (Shizuka Joestar)
- Naruto Shippuden (Miina)
- Occhio ai fantasmi! (Tortellino)
- Pesca la tua carta Sakura (Yuki Tachibana)
- Princess Nine (Nene Mori)
- Read or Die (Hisami Hishiishi)
- Sailor Moon R (Momoko Momohara, Mie Sayama)
- Sailor Moon S (Momoko Momohara)
- Sailor Moon Super S (Momoko Momohara)
- Sonic X (Amy Rose)
- What a Mess Slump e Arale (Arale Norimaki)
- Wolf's Rain (Neige)

### OAV
- Cutey Honey - La combattente dell'amore (Black Maiden)
- Dragon Half (Pia)
- Koko wa Greenwood (Reina Kisaragi)

### Film animati
- Digimon Frontier: Kodai Digimon Fukkatsu!! (Kotemon)
- Eiga Futari wa Pretty Cure Max Heart (Marquis)
- Kimba, i coraggiosi cambiano il futuro (Kimba)
- Silent Möbius 2 (ragazza B)

### Videogiochi
- Crash Team Racing (Pura)
- Mario & Sonic ai Giochi olimpici (Amy Rose)
- Mario & Sonic ai giochi olimpici invernali (Amy Rose)
- Mario & Sonic ai giochi olimpici di Londra 2012 (Amy Rose)
- Mario & Sonic ai Giochi olimpici invernali di Sochi 2014 (Amy Rose)
- Mario & Sonic ai Giochi olimpici di Rio 2016 (Amy Rose)
- Mario & Sonic ai Giochi olimpici di Tokyo 2020 (Amy Rose)
- Return to PopoloCrois: A Story of Seasons Fairytale (Connie)
- Sonic Adventure (Amy Rose)
- Sonic Adventure 2 (Amy Rose)
- Sonic Battle (Amy Rose)
- Sonic Heroes (Amy Rose)
- Sonic Advance 3 (Amy Rose)
- Shadow the Hedgehog (Amy Rose)
- Sonic Riders (Amy Rose)
- Sonic the Hedgehog (videogioco 2006) (Amy Rose)
- Sonic e gli Anelli Segreti (Amy Rose)
- Sonic Riders: Zero Gravity (Amy Rose)
- Sonic Unleashed (Amy Rose)
- Sonic e il Cavaliere Nero (Nimue)
- Sonic Colours (Amy Rose)
- Sonic Free Riders (Amy Rose)
- Sonic Generations (Amy Rose)
- Sonic Lost World (Amy Rose)
- Sonic & All-Stars Racing Transformed (Amy Rose)
- Sonic Boom: Frammenti di cristallo (Amy Rose)
- Sonic Boom: L'ascesa di Lyric (Amy Rose)
- Sonic Boom: Fuoco e ghiaccio (Amy Rose)
- Sonic Forces (Amy Rose)
- Team Sonic Racing (Amy Rose)
- Sonic Frontiers (Amy Rose)
- Sonic x Shadow Generations (Amy Rose)
- Tales of Phantasia (Suzu Fujibayashi)
- Tales of the Rays (Suzu Fujibayashi)
- Tales of Crestoria (Suzu Fujibayashi)

### Ruoli di doppiaggio
- I Simpson (Maggie Simpson)
- Le avventure di Fievel (Yasha Toposkowich)
- My Little Pony - L'amicizia è magica (Sweetie Belle)
- My Little Pony - Equestria Girls (film) (Sweetie Belle)
- Rugrats - Il film (Lillian DeVille, Dil Pickles)
- I Rugrats a Parigi - Il film (Lillian DeVille)
- I Rugrats nella giungla (Lillian DeVille)
- Sonic Boom (Amy Rose)
- Sonic Prime (Amy Rose)